# East Bramshaw
East Bramshaw var en civil parish från 1895 till 1932 då den blev en del av Bramshaw, i grevskapet Wiltshire (nu Hampshire), i England. Denna civil parish var belägen 15 km från Southampton och hade 243 invånare år 1931.